# Nothing (álbum)
Nothing es el cuarto álbum por la banda sueca Meshuggah, originalmente lanzado al mercado en 2002. Fue regrabado y remasterizado en un nuevo lanzamiento realizado en 2006.

## Contenido
Las canciones de este álbum se caracterizan por contener 'a jhon alchaer lentos y centrarse en los loops de las guitarras, que caracterizaran a Meshuggah en los siguientes discos, en lugar del thrash metal que mantenían en álbumes anteriores. Este cambio de estilo ha conllevado una crítica muy variada por parte de los fans, aunque recibió una acogida mucho más cálida por parte de los críticos que los discos anteriores. El disco mantiene un estilo jazzístico que se destaca en lo interludios musicales, estilo que ya estaba presente en álbumes como Destroy Erase Improve.

## Listado de pistas
1. "Stengah" – 5:38
2. "Rational Gaze" – 5:04
3. "Perpetual Black Second" – 4:39
4. "Closed Eye Visuals" – 7:26
5. "Glints Collide" – 4:56
6. "Organic Shadows" – 5:08
7. "Straws Pulled at Random" – 5:10
8. "Spasm" – 4:15
9. "Nebulous" – 6:33
10. "Obsidian" – 4:20

## Relanzamiento
Se lanzó al mercado una versión del álbum regrabada y remasterizada el 31 de octubre de 2006. Esta nueva versión cuenta con unas guitarras rítmicas regrabadas, debido a los buenos resultados que les habían proporcionado las nuevas guitarras y amplificadores Ibanez en su anterior trabajo, Catch Thirty-Three. Las pistas de guitarras que se encontraban en el disco original fueron grabadas con guitarras Nevborn de 7 cuerdas que fueron desafinadas según los requisitos de cada canción. Cuando los guitarristas Hagström y Thordendal fueron patrocinados con guitarras Ibanez, quedaron tan satisfechos con los resultados que decidieron regrabar sus partes con sus nuevos instrumentos. La pista de batería fue también reprogramada con su programa Drumkit From Hell Superior, ya utilizado en Catch Thirty-Three. Las partes vocales no fueron regrabadas, pero se les dieron efectos dramáticas.
Aparte de las pistas regrabadas de las guitarras y de la batería, hay solo dos canciones significativamente modificadas respecto de sus versiones originales. El tempo de la canción Nebulous ha disminuido hasta 45 negras por minuto y la duración de la pista Obsidian ha sido casi doblada.
El relanzamiento incluía, además, un DVD con videoclips y su actuación en el Download Festival en el 2005, así como una carátula modificada.

## Listado de pistas del relanzamiento

### Listado de pistas del CD
1. "Stengah" - 5:38
2. "Rational Gaze" - 5:36
3. "Perpetual Black Second" - 4:39
4. "Closed Eye Visuals" - 7:25
5. "Glints Collide" - 4:56
6. "Organic Shadows" - 5:20
7. "Straws Pulled at Random" - 5:16
8. "Spasm" - 4:14
9. "Nebulous" - 7:06
10. "Obsidian" - 8:33

### Listado de pistas del DVD
1. "Straws Pulled at Random" – En directo desde el Download Festival 05
2. "In Death—Is Death" – En directo desde el Download Festival 05
3. "Future Breed Machine" – En directo desde el Download Festival 05
4. "Rational Gaze" – Video oficial
5. "Shed" – Video oficial
6. "New Millennium Cyanide Christ" – Video oficial
7. "Rational Gaze" – Versión Mr. Kidman Delirium

## Integrantes de la banda
- Jens Kidman - vocalista
- Fredrik Thordendal - guitarrista
- Mårten Hagström - guitarrista
- Tomas Haake - baterista
- Lucas Bande Worde - bajista

- Datos: Q2256891